# 利绍斯
利绍斯（法語：Lichos，法語發音：[liʃɔs]）是法国大西洋比利牛斯省的一个市镇，位于该省中部，属于奥洛龙-圣玛丽区和巴斯克地区城市公共社区。

## 地理
利绍斯（43°18'14"N, 0°52'33"W）面积3.38 平方千米，位于法国新阿基坦大区大西洋比利牛斯省，该省份为法国东南部省份，涵盖了贝阿恩与北巴斯克，西临大西洋比斯開灣，北至朗德省，东北接热尔省，东临上比利牛斯省，南与西班牙接壤。
与利绍斯接壤的市镇（或旧市镇、城区）包括：阿鲁-伊托罗茨-奥拉伊比、沙尔、下沙里特、纳巴。
利绍斯的时区为UTC+01:00、UTC+02:00（夏令时）。

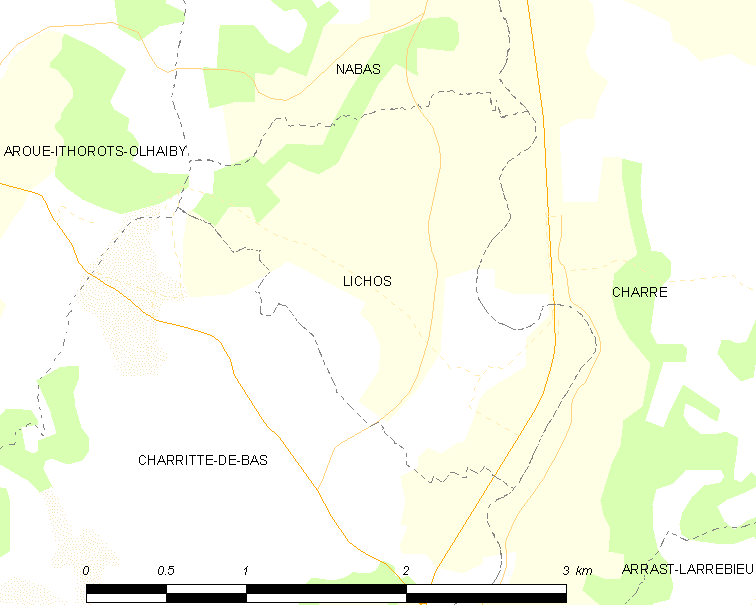
利绍斯的OSM定位图

## 行政
利绍斯的邮政编码为64130，INSEE市镇编码为64341。

## 政治
利绍斯所属的省级选区为巴斯克山地县。

## 人口

1962-2008年间利绍斯人口变化图示

利绍斯于2022年1月1日时的人口数量为133人。